# Nowy Kaczyniec
Nowy Kaczyniec – nazwa zniesiona, wieś w Polsce położona w województwie lubelskim, w powiecie kraśnickim, w gminie Szastarka.
Miejscowość w latach 1975–1998 administracyjnie należała do województwa tarnobrzeskiego.
Nazwę wsi zniesiono w 2023 r..